# 浅井隼人
浅井 隼人（あさい はやと、1933年〈昭和8年〉6月23日 - 1994年〈平成6年〉4月1日）は、日本の政治家、教育者。鹿児島県鹿屋市長（1期）。

## 来歴
鹿児島県出身。鹿児島県立短期大学卒業。中学校教員を経て、鹿屋市役所に入庁。財政課長、総務部長、助役を務めた。
1993年、鹿屋市長選挙に立候補し、元証券会社社員の網屋信介（のち衆議院議員）を破って初当選。
市長在任中は市機構の改革や東京事務所の開設などの施策を打ち出し、1993年7月6日には大隅肝属地区消防組合管理者（第3代）に就任。
1994年3月31日、市職員の送別会の後、脳内出血を発症。市内の病院に搬送されたが、翌4月1日午後1時5分に死去した。